# Nimlot C
Đối với những người có cùng tên gọi, xem Nimlot.
Nimlot C là một Đại tư tế của Amun sống vào thời kỳ Vương triều thứ 22 trong lịch sử Ai Cập cổ đại. Nimlot trở thành Đại tư tế vào khoảng nửa sau triều đại của vua cha Osorkon II.

## Thân thế
Nimlot C là một vương tử, con trai của Pharaon Osorkon II với một thứ phi tên là Djedmutesakh IV. Nimlot có một người vợ là Tenetsepeh C, chỉ được biết đến trên Tấm bia của Pasenhor với danh hiệu là "Nhạc trưởng của những người chơi sistrum". Với Tenetsepeh, Nimlot C có ít nhất một người con trai được chứng thực rõ ràng là Ptahudjankhef (còn được đọc là Djedptahankhef).
Ngoài Ptahudjankhef, Nimlot C còn có một người con trai sau này trở thành vua của Thượng Ai Cập, là Takelot II, và vương hậu của vị vua này, Karomama II, cũng là một người con gái của Nimlot C (tức chị em với Takelot II). Nimlot C còn một người con gái, là Shepensopdet B, được biết đến thông qua bức tượng bằng đá granit của người con gái này (CG42228 tại Bảo tàng Ai Cập). Bức tượng được dựng bởi Hory, chồng của Shepensopdet B.

## Trở thành Đại tư tế
Không rõ ai là người tiền nhiệm của Nimlot C, vì ông chỉ xuất hiện với danh hiệu Đại tư tế của Heryshaf vào năm thứ 16 trị vì của vua cha (dựa trên tấm bia mang số hiệu JE 45327 tại Bảo tàng Ai Cập). Theo đó, Nimlot còn được phong nhiều danh hiệu như Đại thống soái; Thống đốc của Pi-Sekhemkheperre và Herakleopolis. Sau năm thứ 16, Nimlot C được tấn phong làm Đại tư tế của Amun và dời về Thebes. Những chức vụ trước đây của ông được giao lại cho người con trai là Djedptahankhef.
Dưới thời trị vì của Pharaon Takelot I (cha của Osorkon II, tức ông nội của Nimlot C), người nhậm chức Đại tư tế cuối cùng được ghi nhận là Smendes III, về vai vế là ông chú của Nimlot C; có thể Smendes III vẫn còn giữ chức vị này dưới triều đại của người cháu. Ngoài Nimlot, Osorkon II còn có một người con trai là Hornakht, được phong làm Đại tư tế ở Tanis để củng cố quyền lực của vua Osorkon ở phía bắc vương quốc. Tuy nhiên, vị vương tử này lại chết yểu khi chưa được 10 tuổi.
Nimlot C mất trước vua cha Osorkon II, và danh hiệu Đại tư tế của Amun của ông được kế vị bởi Takelot F, tương lai chính là vua Takelot II.

## Sách tham khảo
- Kenneth Kitchen (1996), The Third Intermediate Period in Egypt (1100–650 BC), Nhà xuất bản Aris & Phillips ISBN 978-0856682988
- Aidan Dodson (2000), Monarchs of the Nile, Nhà xuất bản Đại học Hoa Kỳ tại Cairo ISBN 978-9774246005
- Aidan Dodson (2012), Afterglow of Empire: Egypt from the Fall of the New Kingdom to the Saite Renaissance, Nhà xuất bản Đại học Oxford ISBN 978-9774165313